# Álvaro Rivera
Álvaro Rivera – kolumbijski zapaśnik walczący w obu stylach. Złoty i srebrny medalista igrzysk boliwaryjskich w 1981 roku.